# Delphinium neowentsaii
Delphinium neowentsaii là một loài thực vật có hoa trong họ Mao lương. Loài này được Chang Y.Yang mô tả khoa học đầu tiên năm 2005.